# Danska Radions Big Band
Danska Radions Big Band också kallat DR Big Band. är ett danskt jazzstorband som började spela 1964.